# Vögelsen
Vögelsen là một đô thị của huyện Lüneburg, bang Niedersachsen, Đức. Đô thị này có diện tích 8,26 km².